# Hrabstwo Sioux (Dakota Północna)

Piramida wieku hrabstwa

Hrabstwo Sioux (ang. Sioux County) – hrabstwo w południowej części stanu Dakota Północna w Stanach Zjednoczonych. Hrabstwo zajmuje powierzchnię 2922,28 km². Według szacunków United States Census Bureau w roku 2006 liczyło 4282 mieszkańców. Siedzibą administracji hrabstwa jest miasto Fort Yates.

## Miejscowości
- Fort Yates
- Solen
- Selfridge

## CDP
- Cannon Ball
- Porcupine